# Fiesta del asno

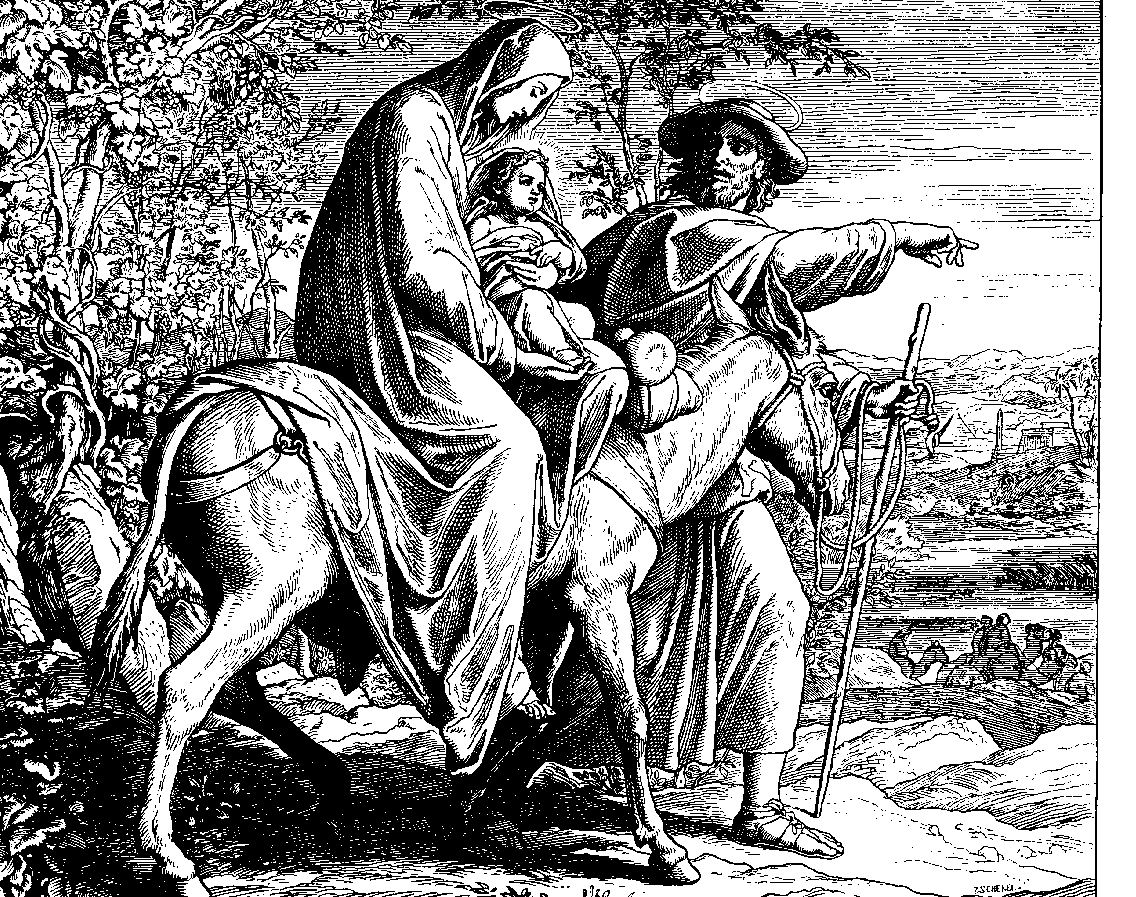
Julius Schnorr von Carolsfeld. Xilografía de la huida a Egipto de la Sagrada familia para "Die Bibel in Bildern", 1860.

La fiesta del asno (en latín Festum Asinorum o asinaria festa, en francés Fête de l'âne) era una fiesta cristiana medieval observada el 14 de enero que celebraba la Huida a Egipto. Se celebraba principalmente en Francia, como consecuencia de la fiesta de los locos, festejando las historias relacionadas con burros de la Biblia, y en particular la del burro llevando a la Sagrada Familia a Egipto tras el nacimiento de Jesús.

## Historia
Esta fiesta puede representar una adaptación cristiana de la fiesta pagana del facere cervulus (‘hacer el cervatillo’), integrándola con el burro en la historia de la natividad. En relación con las historias bíblicas, la fiesta fue celebrada por primera vez en el siglo XI, inspirada por el Sermo contra Judaeos pseudo-agustiniano (c. siglo VI).
En la segunda mitad del siglo XV la fiesta desapareció gradualmente, junto con la fiesta de los locos, que se extinguió aproximadamente al mismo tiempo, a pesar de que la fiesta del asno no era tan cuestionable.

## Costumbres
Una muchacha con un niño sobre un burro eran llevados por la ciudad hasta la iglesia, donde el burro permanecía junto al altar durante el sermón, y la congregación «rebuznaba» sus respuestas al falso sacerdote que oficiaba aquel día. Después del falso oficio, imitación del primero, dependiendo de la localidad, se empezaba una procesión por el pueblo donde se hacía guerra de excrementos. En algunos manuscritos se detalla cómo incluso se llegaba a tener sexo dentro del templo. Todavía a mediados del siglo XV la Escuela Catedralicia de París aprobaba dicha festividad como parte del calendario, alegando que una vez al año beneficiaba el correcto seguimiento de las leyes morales el resto de días. 

### En detalle
El predicador encarna a los profetas hebreos  palabras mesiánicas emplea en un argumento estableciendo la Divinidad de Cristo. Habiendo refutado a los judíos a partir de las palabras de sus propios profesores, el orador se dirige a los gentiles no creyentes: Ecce, convertimur ad gentes. Los testimonios de Virgilio, Nabuconodosor y la Sibila Eritrea se exponen elocuentemente y se interpretan a favor de la tesis general. Tan temprano como en el siglo XI este sermón había tomado la forma de un diálogo métrico dramático, adhiriéndose estrechamente la disposición escénica al original. Las adiciones y adaptaciones fueron introduciéndose gradualmente.
Un manuscrito ruanés del siglo XIII muestra a veintiocho profetas participando en la obra. Tras la Tercé, mandan las rúbricas, «la procesión pasará a la iglesia, en cuyo centro habrá una caldera y un ídolo para los hermanos que rehúsen la adoración.» La procesión desfilaba dentro del coro. En un lado se sentaban Moisés, Amós, Isaías, Aarón, Balaam y su Asno, Zacarías y Santa Isabel, Juan el Bautista y Simeón. Los tres profetas gentiles se sentaban enfrente. Las ceremonias se llevaban a cabo bajo los auspicios de San Agustín, a quien el dignatario que presidía apelaba para cada profeta, quienes sucesivamente daban testimonio del nacimiento del Mesías.
Cuando la Sibilia había recitado sus acrósticos sobre las Señales del Juicio, todos los profetas cantaban al unísono un himno para loar al muy esperado Salvador. La multitud les seguía inmediatamente. En todo esto la parte que complacía a la congregación era el papel de Balaam y el Asno, de aquí la designación popular del Processus Prophetarum como «fiesta del asno». La parte de Balaam pronto fue separada de las demás y ampliada hasta un drama independiente. Las rúbricas de Ruan dictan que dos mensajeros sean enviados por el rey Balaak para traer al profeta. Balaam aparece montando un asno magníficamente aderezado (un asno de madera o juguete, pues las rúbricas ordenan inmediatamente que alguien se oculte bajo los arneses, una posición nada envidiable cuando la siguiente acción del jinete era efectuada: «y que aguijonee el burro con sus espuelas»).
Desde el desfile de Chester queda claro que el profeta cabalgaba sobre un animal de madera, puesto que las rúbricas suponen que el orador de la bestia está in asina (‘dentro del asno’). A esto sigue la escena en la que el asno se encuentra con el ángel enfadado y protesta largamente contra la crueldad del jinete. Una vez separada de su ceremonia padre, la Festum Asinorum se bifurcó en varias direcciones. En el documento de Beauvais del siglo XIII la «fiesta de los asnos» ya es una celebración independiente con diferente fecha y propósito.
En Beauvais el asno puede haber continuado su papel secundario de animar la larga procesión de profetas. Sin embargo, el 14 de enero cumplía una importante función en las festividades de la ciudad. En la fiesta de la Huida a Egipto, la muchacha más hermosa de la ciudad, con un hermoso niño en sus brazos, era subida a un asno ricamente cubierto, y llevada con gravedad religiosa a la iglesia de San Esteban. El asno (posiblemente una figura de madera) era situado a la derecha del altar, y la misa empezaba. Tras el introito se cantaba una prosa en latín. La primera estancia, en francés, era alusiva al asno. Al final de la misa, aparentemente sin advertir a los menos atentos de la impropiedad que suponía, se seguía la siguiente instrucción:

In fine Missae sacerdos, versus ad populum, vice «Ite, Missa est», ter hinhannabit: populus vero, vice 'Deo Gratias', ter respondebit, «Hinham, hinham, hinham».
Al final de la Misa, el sacerdote, girándose hacia el pueblo, en vez de decir «Ite missa est» rebuznará tres veces; la gente en lugar de responder «Deo Gratias» hará «Jijá, jijá, jijá».

Esta es la única ocurrencia de un servicio de esta naturaleza en relación con la fiesta del burro. La Festum Asinorum perdió gradualmente su identidad, y pasó a ser incorporada a las ceremonias de los Deposuit o unida en la juerga general de la fiesta de los locos. El Processus Prophetarum, de donde procedió, sobrevive en el Corpus Christi y el Domingo de Pentecostés.